# 上里夫萊勒山 (齊勒塔爾阿爾卑斯山脈)

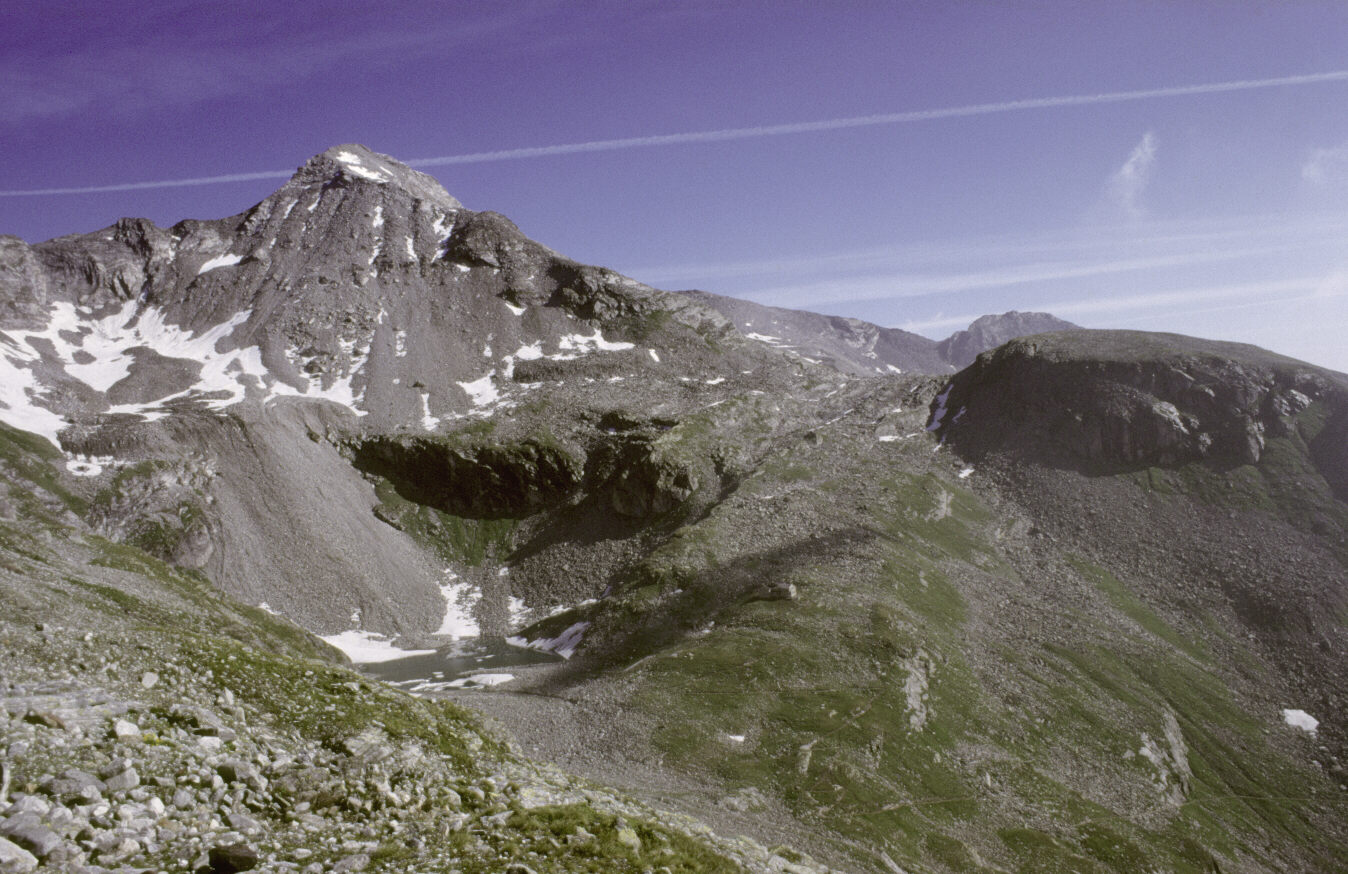

47°04′53″N 11°42′15″E / 47.08139°N 11.70417°E
上里夫萊勒山（德語：Hoher Riffler），是奥地利的山峰，位於該國西部，由蒂羅爾州負責管轄，屬於齊勒塔爾阿爾卑斯山脈的一部分，海拔高度3,231米，每年平均降雨量1,806毫米。